# Exocentrus clarkeanus
Exocentrus clarkeanus är en skalbaggsart som beskrevs av Stefan von Breuning 1974. Exocentrus clarkeanus ingår i släktet Exocentrus och familjen långhorningar. Inga underarter finns listade i Catalogue of Life.